# Vasilije III de Montenegro
Vasilije III de Montenegro (Vasilije Petrović, 1709–10 de marzo de 1766) fue metropolitano de Cetiña y gobernó como Príncipe-Obispo de Montenegro entre 1744 y 1766 junto a Sava II de Montenegro. Escribió una historia de Montenegro.

## Historia
Danilo I de Montenegro (1696–1735) elevó a la Casa de Petrović-Njegoš al poder e inició la dinastía que habría de situar a Montenegro en la historia moderna. Desde el principio, los Petrović-Njegoš intentaron revivir el imperio serbio medieval. Danilo fue sucedido por Sava II de Montenegro (1735-1781) y este, cuando llevaba quince años en el poder, compartió el cargo con Vasilije, a quien cedió la responsabilidad, pues Sava era un monje más interesado en sus escritos que en la política.
Durante su gobierno, Vasilije intentó ir más allá de los lazos que Sava había conseguido con la República de Venecia, e intentó convencer a María Teresa I de Austria de que Montenegro era un país desde los tiempos de Alejandro Magno, pero consiguió pocos apoyos. Fue a la guerra contra los turcos apoyado por Rusia y finalmente se refugió en ese país, donde murió. Consiguió que se reconociera el nombre de Montenegro, pero seguía siendo un país sin identidad.

## Posteriormente
A su muerte, el poder volvió a Sava II, que retomó sus lazos con Venecia en 1766. En ese momento, apareció en Montenegro Šćepan Mali (Esteban el Pequeño), un personaje que se hizo pasar por el zar Pedro III de Rusia y que consiguió convencer a la gente de que debía gobernar Montenegro, lo que consiguió entre 1767 y 1773, año en que fue asesinado mientras dormía por un hombre enviado por el visir de Skadar, Mustafa Bushati. A continuación, el poder volvió de nuevo a Sava II, quien se lo cedió antes de morir a su nieto Arsenije Plamenac de Crmnica, nombrado metropolitano, pero este murió en 1784 y el poder pasó a Pedro I de Montenegro.

## Obra literaria
Los escritos y enseñanzas de Vasilije se consideran de gran importancia en la historia de Montenegro. En 1754 se publicó en Moscú Istorija o Černoj Gori (Historia de Montenegro), su obra más conocida y el primer intento de documentar la historia moderna de su país. Es una descripción geográfica, etnológica y ética. Según Vasilije, el destino de Montenegro estaba determinado y en el próximo siglo se convertiría en una país con una entidad propia.